# Пиншань (Гуандун)
Пиншань (кит. упр. 坪山区, пиньинь Píngshān) — район городского подчинения города субпровинциального значения Шэньчжэнь (провинция Гуандун).

## География
Пиншань расположен в северо-восточной части Шэньчжэня, он занимает площадь в 168 км². На юго-востоке граничит с районом Дапэн, на юго-западе — с районом Яньтянь, на западе — с районом Лунган, на севере и востоке — с районом Хойян города Хойчжоу.
В районе имеется несколько парков, в том числе Центральный парк, Пиншаньский парк и парк Яньцзылин, а также зоны отдыха, разбитые на берегах рек, озёр и водохранилищ. В южной части района расположена гора Малуань (590 м), окружённая обширным природным заповедником, в котором встречаются леса, ручьи и водопады.

## История

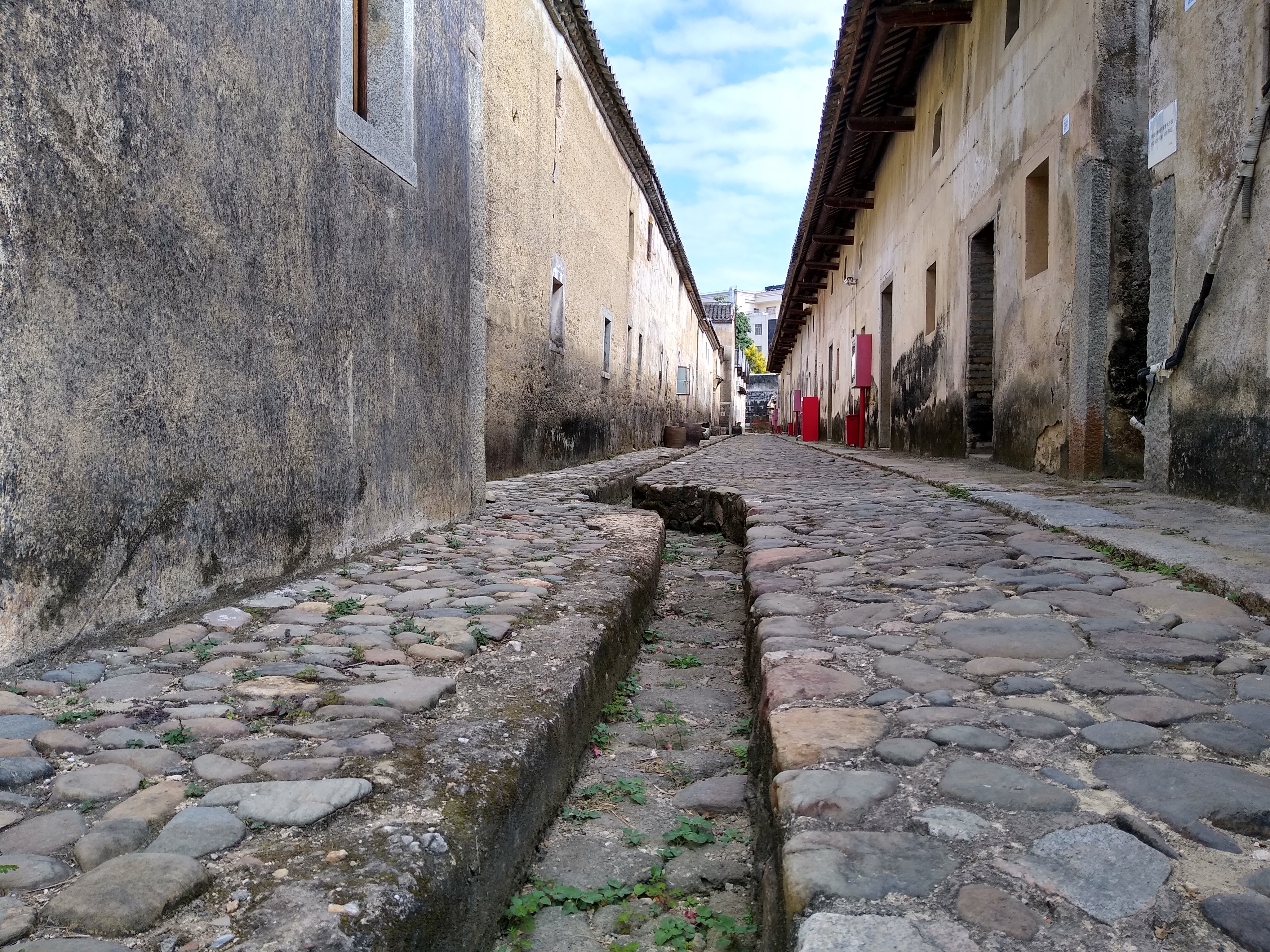
Старинная деревня Даваньшицзюй

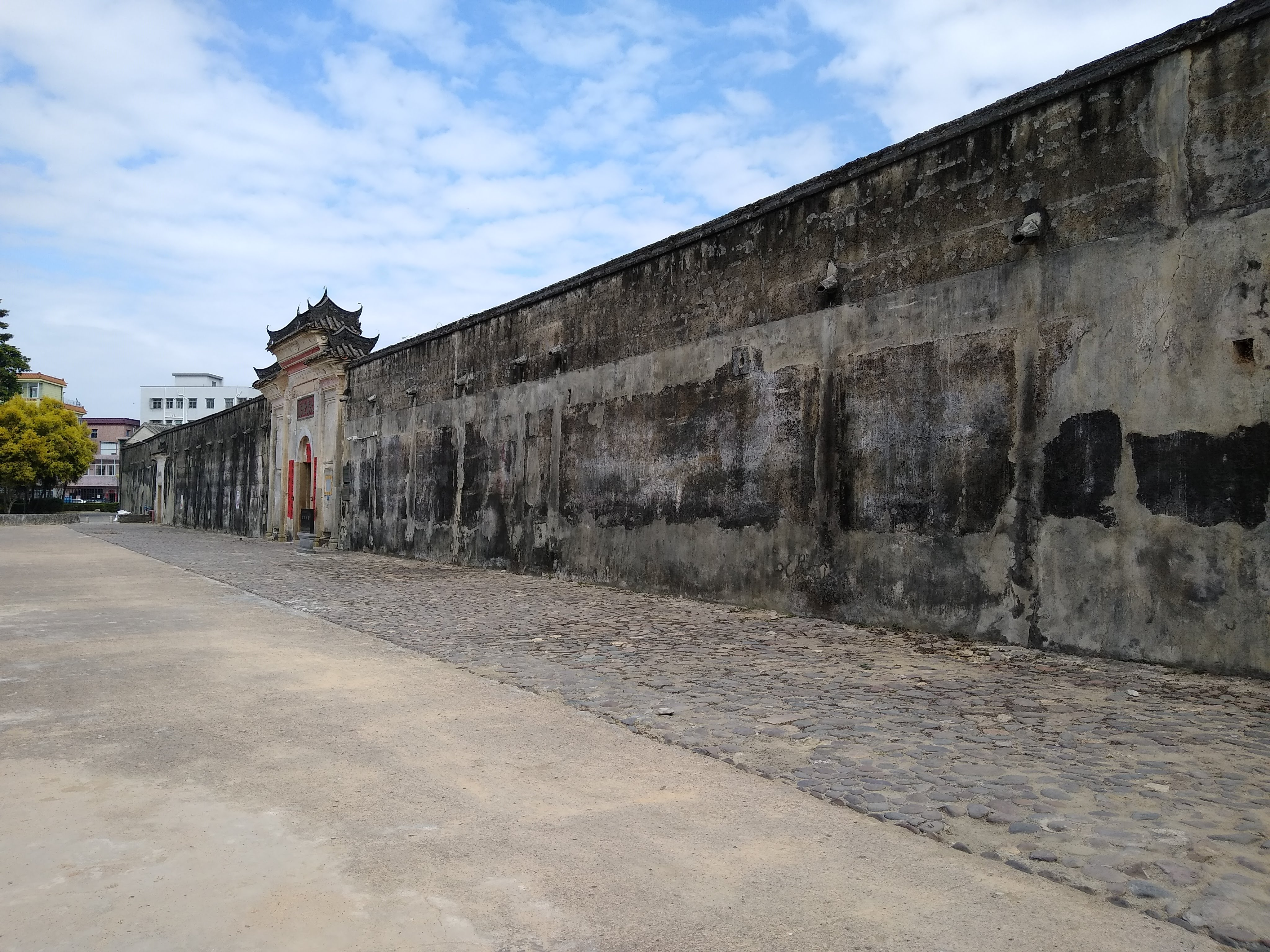
Крепостная стена деревни Даваньшицзюй

Расположенная южнее Пиншаньского парка родовая резиденция клана Давань является одним из крупнейших крепостных комплексов, построенных переселенцами хакка в южном Китае. Она была возведена влиятельной семьёй Цзэн в 1763 году, во время правления цинского императора Цяньлуна, и сегодня известна как историко-туристическая деревня Даваньшицзюй (大万世居). 
В 1994 году городскими властями был инициирован план развития нового района Пиншань, застройка которого началась в 1997 году. В качестве нового района Пиншань был учреждён 30 июня 2009 года решением муниципального правительства Шэньчжэня. Первое время он административно подчинялся району Лунган, но 11 октября 2016 года стал самостоятельным районом. В январе 2017 года новый район Пиншань (Pingshan New Area) был преобразован в район городского подчинения (Pingshan District).
Летом 2018 года в Пиншане группа рабочих местной компании Jasic Technology, требовавшая создания профсоюза, объявила забастовку и провела демонстрацию, которую поддержали студенческие активисты со всей страны. Однако акция не увенчалась успехом, поскольку все профсоюзные и студенческие активисты подверглись жёстким репрессиям со стороны китайских силовых структур.

## Административное деление
Район делится на шесть уличных комитетов: 
- Билин (Biling Subdistrict, 碧岭街道)
- Кэнцзы (Kengzi Subdistrict, 坑梓街道)
- Лунтянь (Longtian Subdistrict, 龙田街道)
- Малуань (Maluan Subdistrict, 马峦街道)
- Пиншань (Pingshan Subdistrict, 坪山街道)
- Шицзин (Shijing Subdistrict, 石井街道)

## Население
По состоянию на 2010 год в районе проживало почти 310 тыс. человек, по состоянию на 2022 год — более 460 тыс. человек. Основное население — ханьцы, говорящие на кантонском диалекте. Кроме того, в районе проживает много трудовых мигрантов из Северного Китая, говорящих на путунхуа. Имеются большие общины хакка и экспатов.

## Экономика
По итогам 2021 года валовой внутренний продукт (ВВП) Пиншаня достиг 91,06 млрд юаней, увеличившись на 11,7 % в годовом исчислении. Общий объём инвестиций в основной капитал достиг 48,15 млрд юаней, увеличившись на 15,9 % в годовом исчислении. Добавленная стоимость промышленных предприятий выросла на 12,1 % в годовом исчислении и составила 48,51 млрд юаней. Общий объём розничных продаж потребительских товаров достиг 18,12 млрд юаней, увеличившись на 19,2 % в годовом исчислении. Общие налоговые поступления района выросли на 31,1 % до 14,65 млрд юаней. Доходы государственного бюджета выросли на 26,9 % до 6,4 млрд юаней. По состоянию на весну 2022 года в Пиншане базировалось 696 национальных высокотехнологичных предприятий, что на 25 % больше, чем годом ранее.

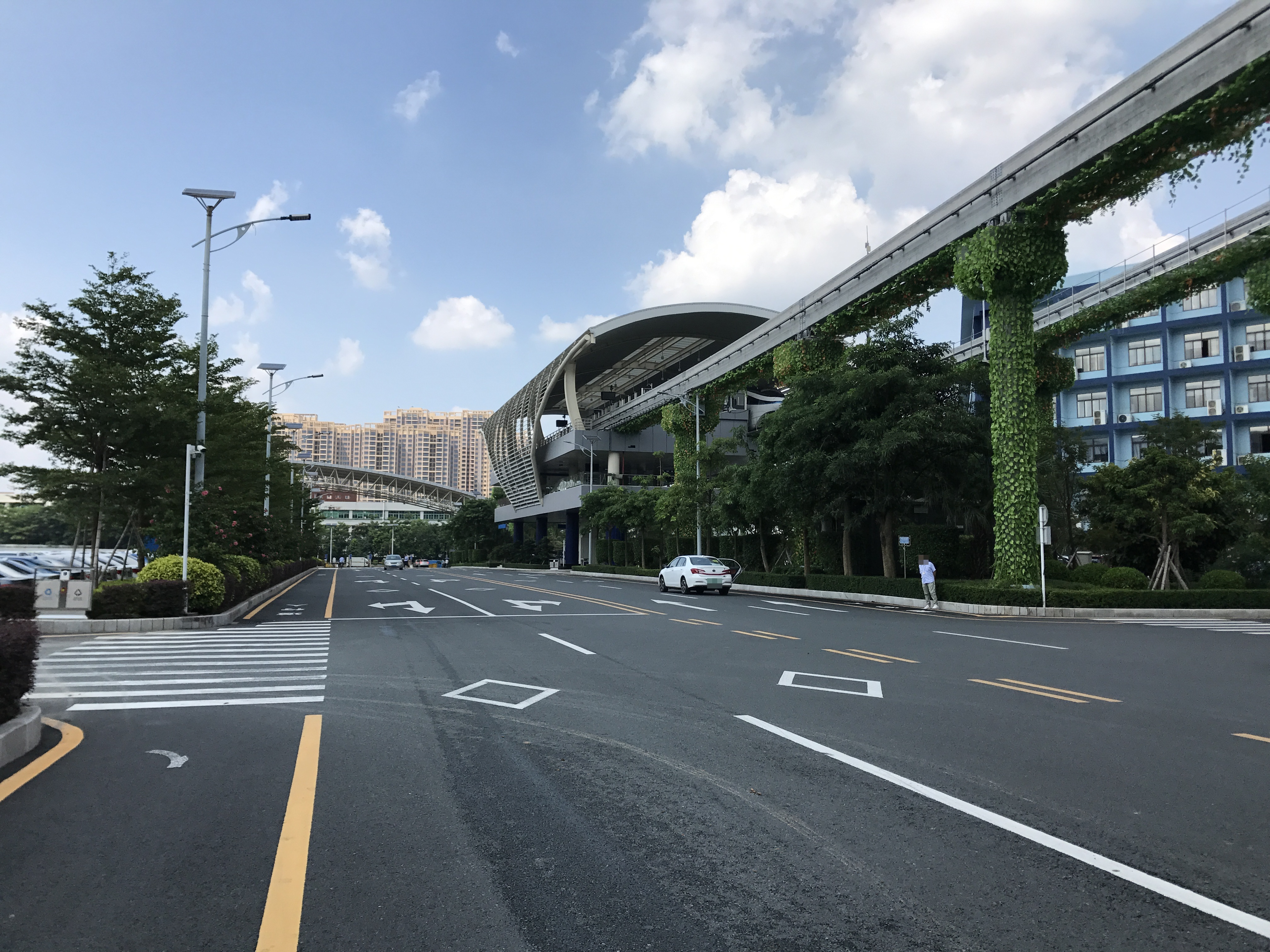
Штаб-квартира BYD Company

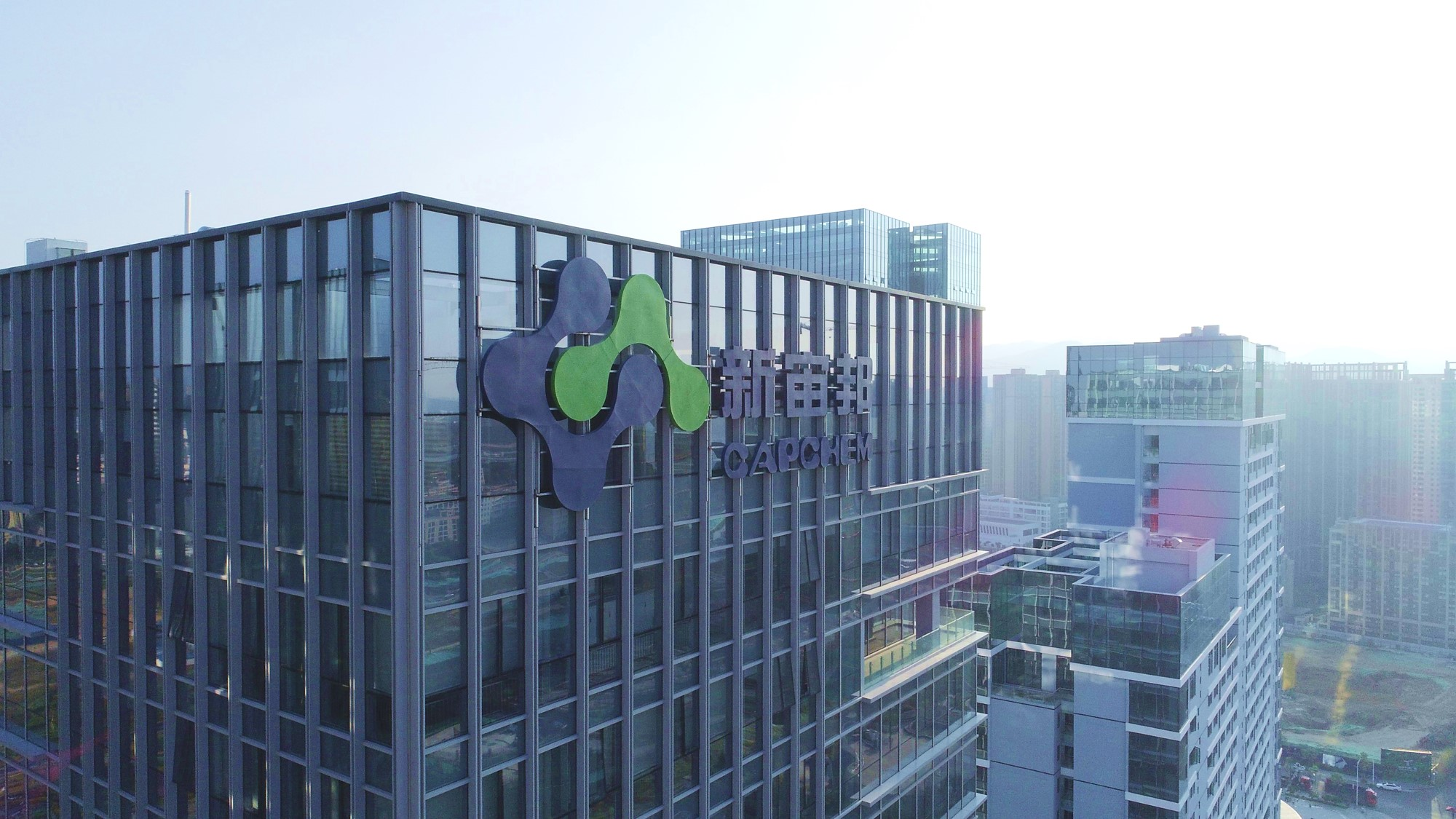
Штаб-квартира Capchem Technology

Пиншань является крупным промышленным центром, в котором развито производство электромобилей (в том числе беспилотных), аккумуляторов, солнечных панелей, смартфонов, дисплеев, интегральных схем, компонентов для полупроводников, компьютерной техники и бытовой электроники, биофармацевтической продукции, медицинских материалов и оборудования, промышленного оборудования, химической продукции, новых материалов, пластиковых и металлических изделий. Также в Пиншане развиваются информационные технологии, включая сектор искусственного интеллекта. Основными кластерами высокотехнологических производств являются Pingshan High-Tech Zone и Pingshan Bio-pharmaceutical Technology Industrial City.  
В районе базируются такие компании, как BYD Company (автомобили, аккумуляторы, солнечные панели, смартфоны и другая электроника), Capchem Technology (аккумуляторы, компоненты для полупроводников и бытовой электроники), Changhong Technology (медицинские материалы и реагенты, пластиковые пресс-формы), Jasic Technology (сварочное и режущее оборудование), Shenzhen New Industries Biomedical Engineering (медицинское оборудование и реагенты), Main Luck Pharmaceuticals (онкологические препараты).
Пиншань является важным центром полупроводниковой промышленности, здесь расположены предприятия по разработке, производству и тестированию интегральных схем компаний SMIC, BASiC Semiconductor и Tigo. Кроме того, в районе базируются предприятия компаний Skywell New Energy (электромобили и аккумуляторы), China Evergrande New Energy Vehicle Group (электромобили и аккумуляторы), Microgate Technology (дисплейные модули и другие электронные компоненты), EDAN Instruments (медицинское оборудование), Hitevision (планшеты, проекторы и электронные доски), T&S Inc (информационные технологии).
Большое значение имеет развитие биофармацевтического кластера, в котором представлены компании Sanofi Pasteur, Shenzhen New Industries Biomedical Engineering, China National Accord Medicines Corporation, Chipscreen Biosciences, Salubris Pharmaceuticals, Main Luck Pharmaceuticals, Aisheng Medical Science and Technology и Hanyu Pharmaceutical.
Крупнейшими поставщиками коммунальных услуг являются компании China Southern Power Grid (электричество), Shenzhen Water Group (вода) и Shenzhen Gas Group (газ).

### Розничная торговля
В районе расположено несколько торговых центров и универмагов, крупнейшими среди которых являются Yitian Holiday World, Caring Plaza, Longping Rainbow, Wanlihong Shopping Plaza, Wanfujia Shopping Mall, Jintian Shopping Mall, Darunjia Department Store и Rainbow Department Store. Имеется сеть супермаркетов Vanguard.

### Зонирование
Пиншаньская зона высоких технологий (Pingshan High-Tech Zone) является одним из двух основных парков, входящих в состав Шэньчжэньской национальной зоны высоких технологий (Shenzhen National High-tech Zone). Пиншаньская зона имеет площадь более 50 км² и специализируется на биофармацевтике, электромобилях, аккумуляторах и полупроводниках. Основными составляющими Пиншаньской зоны являются Шэньчжэньская национальная биологическая промышленная база, Национальная промышленная база автомобилей на новых источниках энергии (Кэнцзы), Национальная демонстрационная база новой индустриализации и Пиншаньская бондовая зона.

## Транспорт

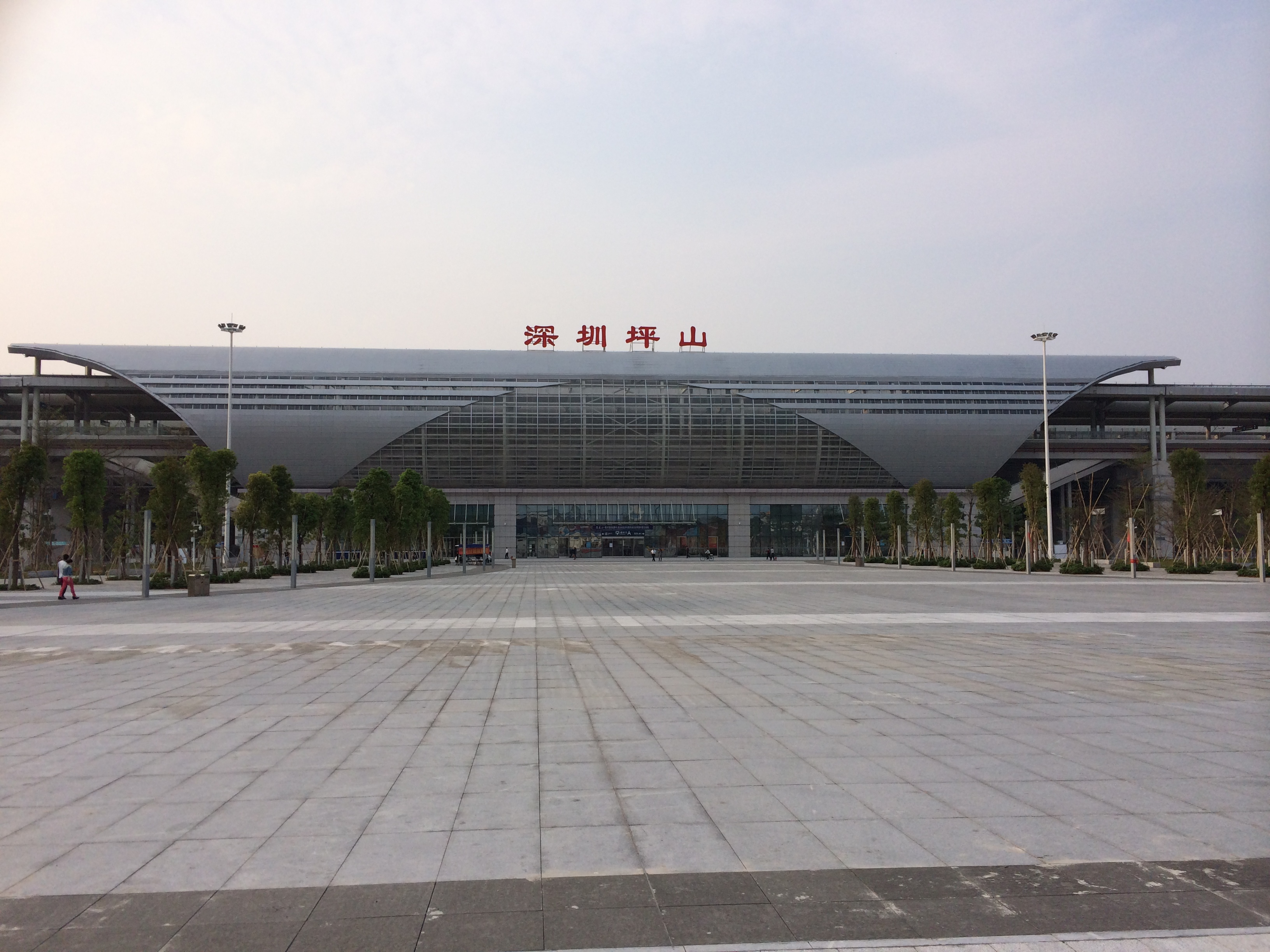
Вокзал Пиншань

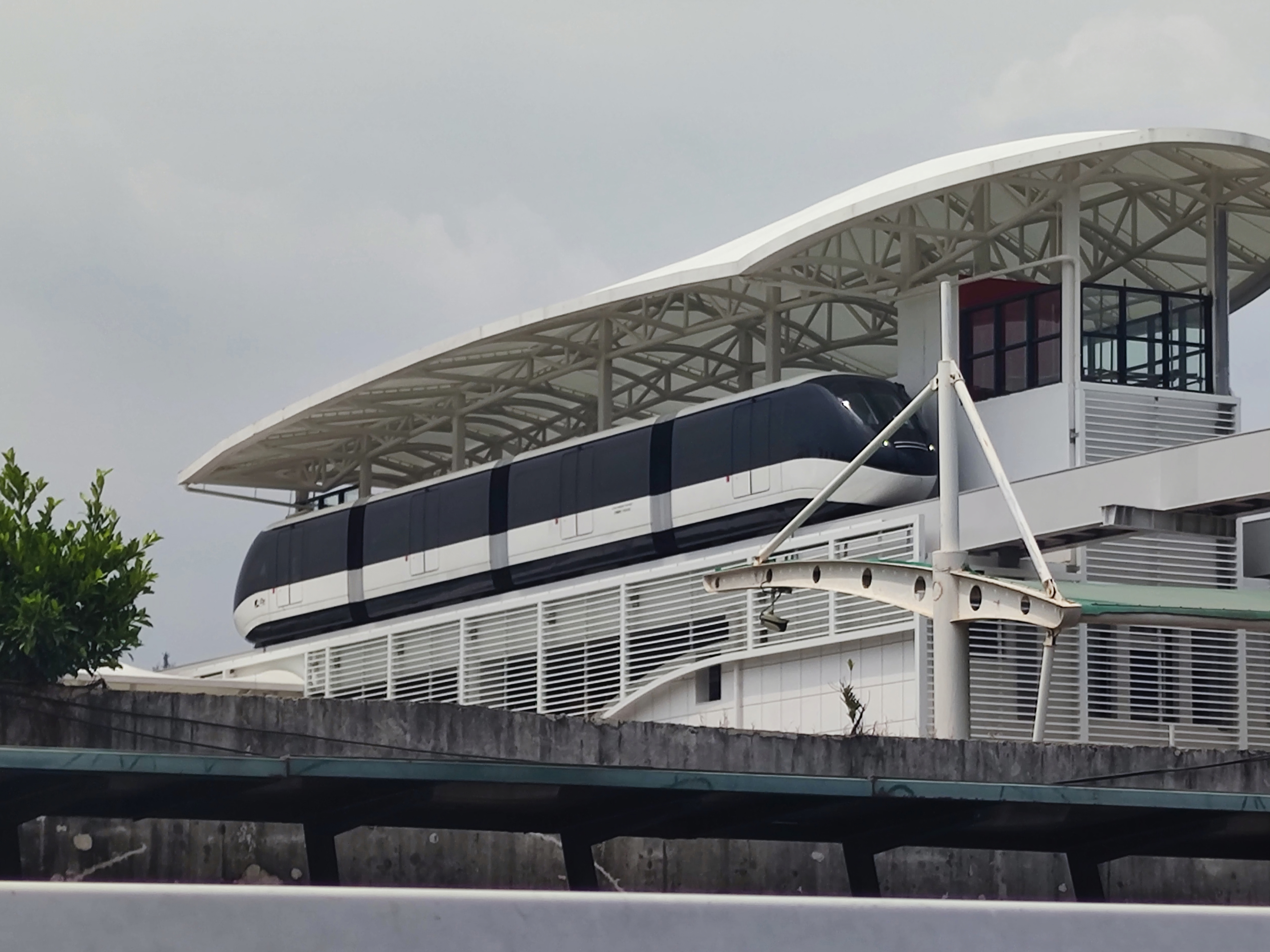
Станция Пиншаньской линии

### Железнодорожный
Пиншань обслуживает 14-я линия Шэньчжэньского метрополитена, введённая в эксплуатацию в октябре 2022 года и соединяющая район со станцией Ганся Норт в центральном деловом районе Футянь. На линии работают автоматические поезда с 8 вагонами большой вместимости. Строится 16-я линия метрополитена, которая соединит Пиншань с районом Лунган.  
В районе действует линия Pingshan Sky Shuttle (или BYD Skyrail lines), поднятая на эстакаду. Линия имеет протяжённость в 8,5 км и обслуживает 11 станций. Она соединяет центр Пиншаня с Пиншаньской зоной высоких технологий, где расположена штаб-квартира BYD Company.
Пиншаньский железнодорожный вокзал (Shenzhen Pingshan railway station), открытый в декабре 2013 года, обслуживает скоростную линию Сямынь — Шэньчжэнь, скоростную линию Шэньчжэнь — Шаньвэй и междугороднюю линию Шэньчжэнь — Даявань.

### Автомобильный
Через территорию Пиншаня проходит несколько скоростных автомагистралей, в том числе G15 (Шэньян — Хайкоу), S356 (Шэньчжэнь — Хойчжоу) и S359 (Баоань — Дапэн). Имеются три большие автобусные станции и широкая сеть пассажирских внутригородских и междугородних автобусных маршрутов. В районе представлены все крупнейшие агрегаторы такси Шэньчжэня.

## Культура
В Пиншане имеются Пиншаньский зал культуры (включает в себя художественную библиотеку, читальные и выставочные залы, студии танцев, звукозаписи и художественного творчества), Пиншаньская районная библиотека, Пиншаньская детская библиотека, Пиншаньский город книги, Пиншаньский музей искусств, Международный инновационный центр вакцин (музейный и научно-просветительский центр), Пиншаньский театр и несколько кинотеатров, в том числе в составе торгово-развлекательных центров.
В Пиншане сохраняются традиции исполнения танца Цилинь, который имеет более чем 300-летнюю историю. В деревне Чаншоу развито театральное искусство хакка. Также в районе распространены традиции кантонской кухни и кухни хакка.

## Наука и образование

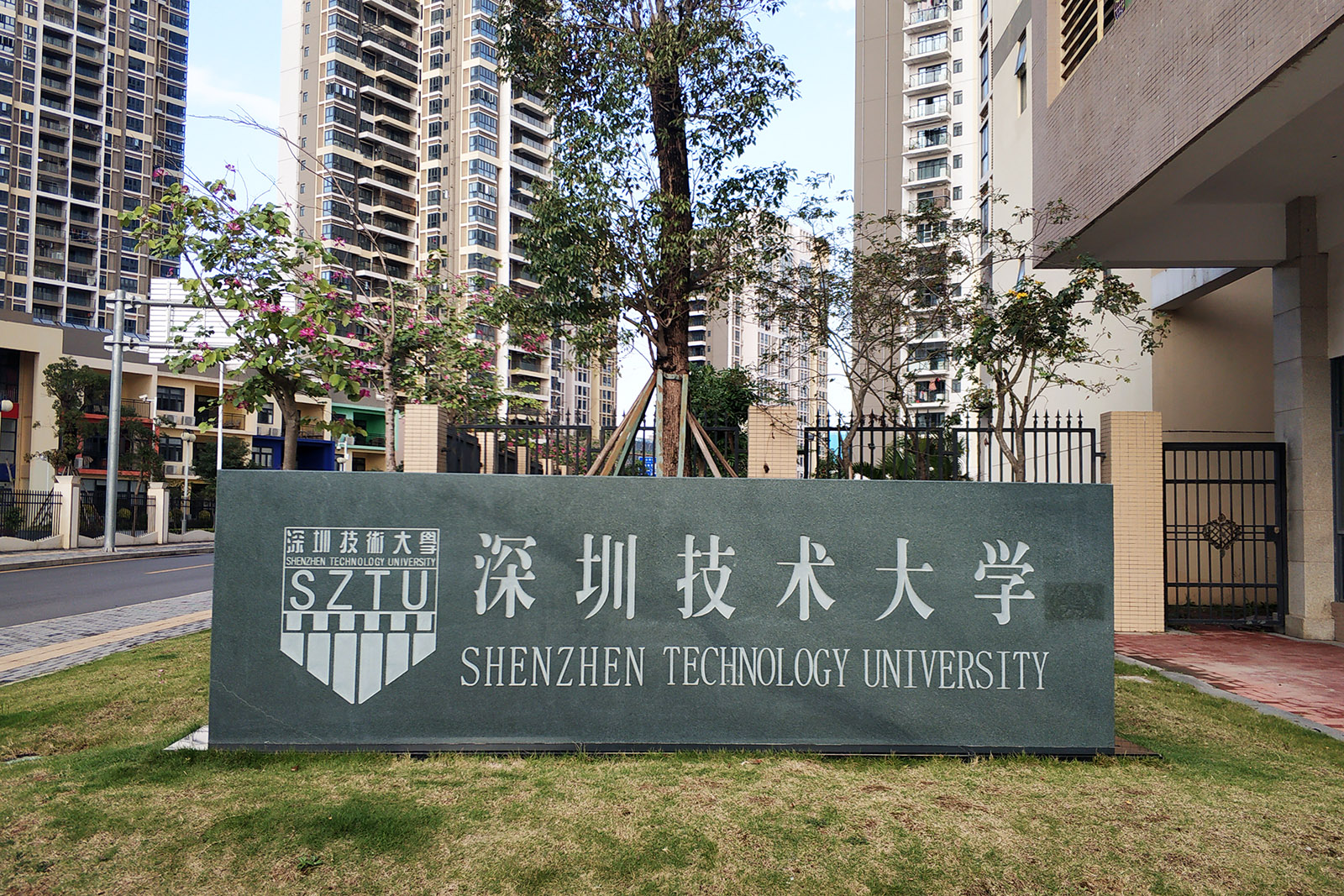
Шэньчжэньский технологический университет

В районе расположено несколько высших и средних учебных заведений, в том числе: 
- Шэньчжэньский технологический университет
- Пиншаньский колледж Шэньчжэньского университета радио и телевидения
- Пиншаньский колледж Шэньчжэньского открытого университета
- Кампус Шэньчжэньской старшей школы
- Школа Лунсян
- Школа Лижэнь
- Школа Пиншань
- Школа Чжунсинь

Пиншань является значительным центром научных исследований в таких областях, как биофармацевтика, медицина, новые источники энергии и искусственный интеллект.

## Здравоохранение
В Пиншане расположены Пиншаньская народная больница, Народная больница Кэнцзы (Пиншаньская больница матери и ребёнка), Шэньчжэньская стоматологическая больница Южного медицинского университета, Ортопедическая больница Пинлэ (Пиншаньская больница традиционной китайской медицины) и Samii Medical Center.

## Достопримечательности
- Резиденция Давань расположена в историческом центре Пиншаня. Она была построена в 1763 году, на пике своего процветания обнесённый крепостными стенами комплекс вмещал около ста семей хакка. Сегодня резиденция является одним из самых больших и хорошо сохранившихся китайских комплексов в стиле архитектуры хакка. Здесь можно осмотреть угловые сторожевые башни, ворота в стенах и шесть жилых укреплённых домов с традиционными дворами и узкими переходами[36].
- Историческое место Хойчжоуского восстания 1900 года расположено в старинной деревне Малуань. Оно состоит из укреплённого поместья семьи Ло (включая родовой зал) и здания школы Цянхуа. Здесь в начале XX века базировался штаб восстания, а сегодня располагается охраняемый комплекс в стиле архитектуры хакка[37].
- Гора Малуань расположена в юго-западной части района. На её склонах растут густые леса и сливовые сады, текут чистые ручьи и расположен большой водопад. В горных деревнях Гуанбэй, Лаовэй и Малуань сохранилась традиционная архитектура и уклад жизни хакка (в том числе старинные родовые залы, святилища и дома)[38].
- Старинная деревня хакка Цзиньгуй расположена в юго-восточной части района, у дороги на Дапэн. Здесь можно осмотреть кустарное производство губок и мёда, а также окрестные горы, леса и реки[39].

## Галерея

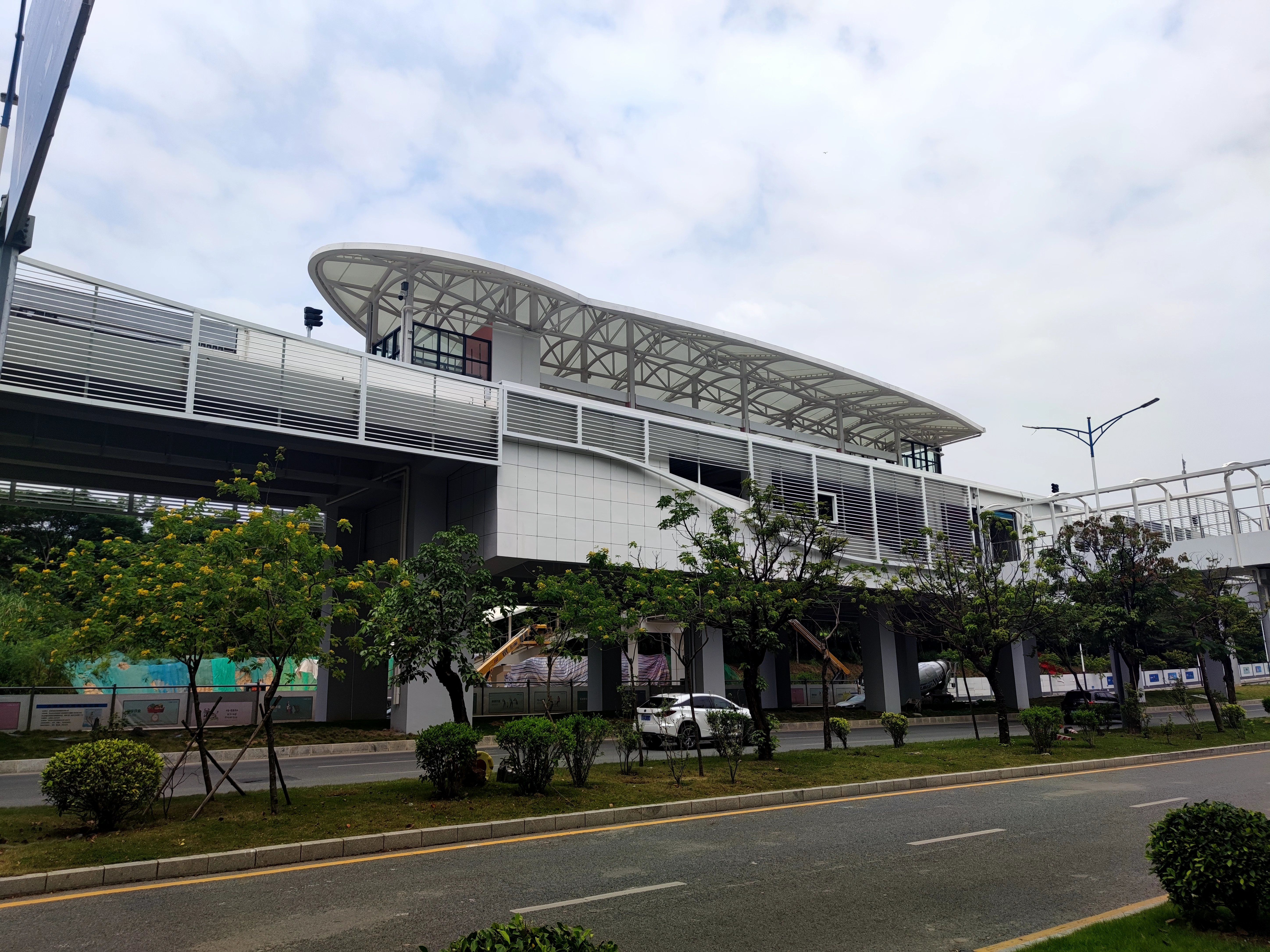
Станция Culture Center
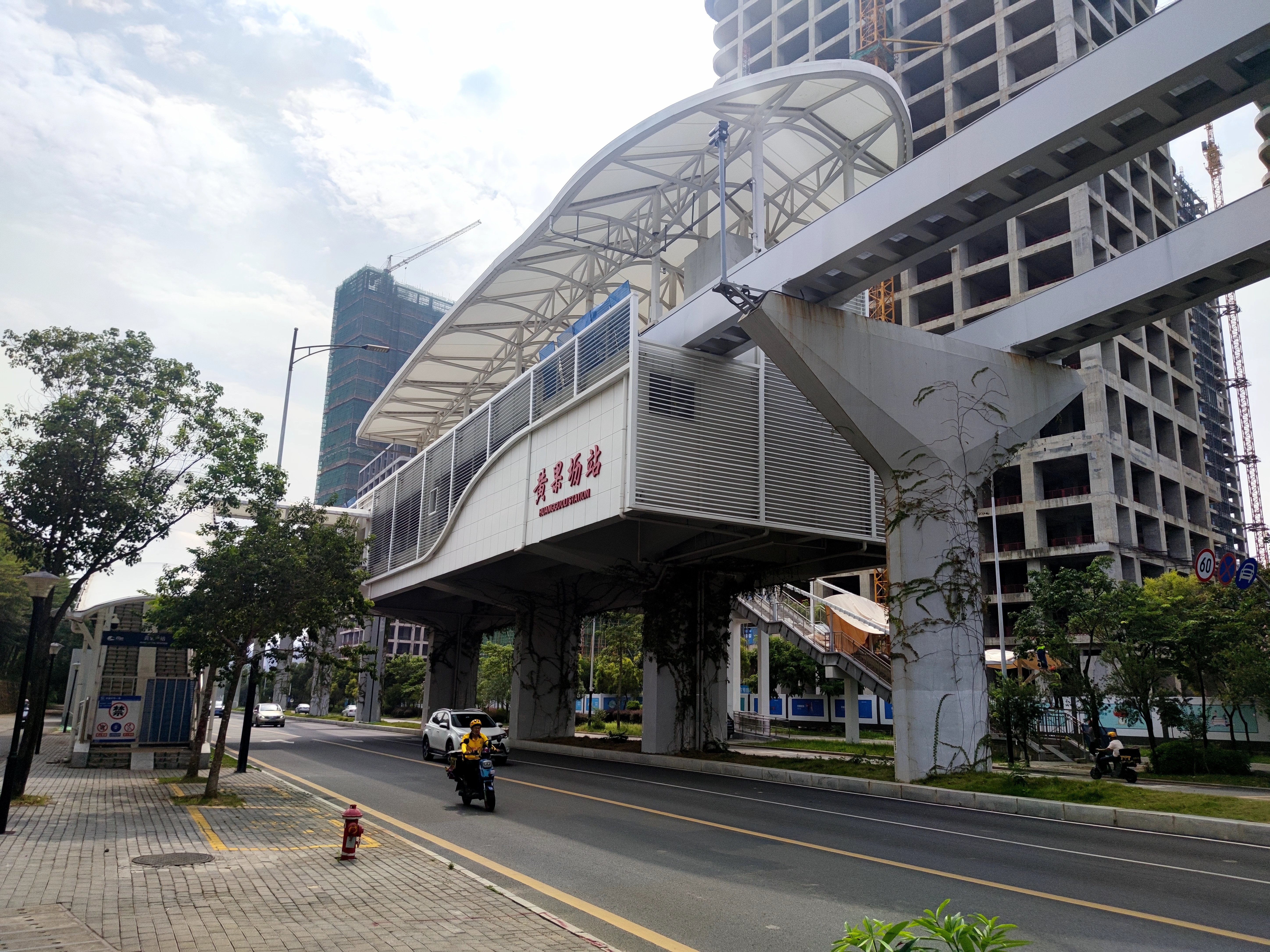
Станция Future City